# Basileios Komnenos
Basileios Komnenos († April 1340) war von 1332 bis 1340 Kaiser und Großkomnene von Trapezunt.

## Leben
Basileios wurde als einer von vier Söhnen des trapezuntischen Kaisers Alexios II. geboren. Nach dem Tode des Vaters bestieg im Jahre 1330 sein älterer Bruder Andronikos III. den Thron. Dieser ließ sofort alle männlichen Verwandten, derer er habhaft werden konnte, töten. Anders als seinen beiden Brüdern, die von Andronikos ermordet wurden, gelang Basileios die Flucht ins Exil nach Konstantinopel.
Als Andronikos im Jahre 1332 nach kurzer Schreckensherrschaft starb und dessen erst achtjähriger Sohn Manuel II. die Nachfolge antrat, ergab sich für Basileios die Möglichkeit zur Rückkehr nach Trapezunt. Er wurde von der Bevölkerung der Stadt, die Manuel wegen der Verbrechen seines Vaters nicht als Herrscher akzeptieren wollte, aus dem Exil zurückgerufen. Bei seiner Ankunft wurde Manuel abgesetzt und Basileios zum neuen Kaiser ausgerufen. Der von Basileios in ein Kloster eingewiesene Manuel verstarb bereits 1333; wahrscheinlich wurde er auf dessen Befehl ermordet.
Während seiner Herrschaft gelang es Basileios nicht, die untereinander zerstrittenen Parteien innerhalb des Staates, welche sich im Zuge der Gewaltherrschaft des Andronikos gebildet hatten, unter Kontrolle zu bringen. Basileios’ Schwäche nutzten viele Adelige aus, um auf ihren Landgütern selbst wie kleine Könige zu herrschen. Die hieraus erwachsene Anarchie in den ländlichen Gebieten und vor allem die Apathie, mit der Basileios diese Entwicklung hinnahm, machten ihn zunehmend verhasst. Schließlich breitete sich die allgemeine Unzufriedenheit auf die Stadtwachen aus und Basileios war gezwungen, ausländische Söldner als Leibwache anzuwerben. Das arrogante und korrupte Verhalten der Söldner machte Basileios indes nur noch verhasster, so dass er während eines Volksaufruhrs in die Zitadelle der Stadt fliehen musste, um sein Leben zu retten.
1335 heiratete Basileios Irene Palaiologina, eine Tochter des oströmischen Kaisers Andronikos III. Palaiologos. Bereits kurz nach der Hochzeit zerbrach die Beziehung zwischen den beiden und Basileios wandte sich einer Mätresse zu, mit der er vier Kinder zeugte. Nach einiger Zeit entschloss er sich, die Ehe mit Irene aufzulösen und stattdessen seine Mätresse zu heiraten. Im Juli 1339 wurde die Ehe wegen angeblicher Blutsverwandtschaft durch kaiserliches Dekret geschieden. Der Klerus von Trapezunt wurde anschließend zur Anerkennung der Ehescheidung sowie zur Durchführung der Trauung mit der Mätresse gezwungen.
Im April 1340 starb Basileios an den Folgen eines Giftanschlags, der wahrscheinlich von der gedemütigten Irene veranlasst worden war. Diese bestieg als seine Nachfolgerin selbst den Thron. Seine beiden Söhne Alexios und Johannes, der später seinen Namen änderte und 1349 als Alexios III. den Thron bestieg, wurden ins Exil nach Konstantinopel gebracht, wo sie der Aufsicht der Verwandten Irenes unterstanden.